# Echeveria coccinea
Echeveria coccinea ist eine Pflanzenart aus der Gattung der Echeverien (Echeveria) in der Familie der Dickblattgewächse (Crassulaceae). Das Artepitheton coccinea stammt aus dem Lateinischen, bedeutet ‚dunkelrot‘ und verweist auf die Farbe der Blüten.

## Beschreibung
Echeveria coccinea erreicht Wuchshöhen von bis zu 60 Zentimeter oder auch mehr. Alle oberirdischen Pflanzenteile bis auf die Innenseite der Blüten sind samtig-flaumhaarig behaart. Der wenig verzweigte Trieb hat einen Durchmesser von 0,5 bis 2 Zentimeter. Die Blattrosetten werden 5 bis 20 Zentimeter im Durchmesser. Die etwas rosettigen, verkehrt-lanzettlich bis verkehrt eiförmig-spateligen Blätter stehen oben am Trieb und sind kurz zugespitzt mit einer konkaven Oberseite. Sie sind 3 bis 13 Zentimeter lang, 2 bis 4 Zentimeter breit, grün und oft gerötet oder weiß behaart.
Der Blütenstand besteht aus bis 70 Zentimeter hohen einfachen Ähren. Der Blütenstiel wird mehr oder weniger 2 Millimeter lang. Die aufsteigenden bis weit ausgebreiteten Kelchblätter werden 13 bis 15 Millimeter lang. Die scharlachrote Blütenkrone ist deutlich 5-kantig geformt und wird 9 bis 15 Millimeter lang. Sie hat an der Basis einen Durchmesser von 8 bis 9 Millimeter und am Schlund von 7 bis 10 Millimeter. 
Die Blütezeit ist Juni bis August.
Die Chromosomenzahl beträgt 2n = 46 oder 50.

## Verbreitung und Systematik
Echeveria coccinea ist in den mexikanischen Bundesstaaten Hidalgo, Distrito Federal, Puebla, Oaxaca und Chiapas verbreitet.
Die Erstbeschreibung als Cotyledon coccinea erfolgte 1793 durch Antonio José Cavanilles. 1828 stellte Augustin-Pyrame de Candolle die Gattung Echeveria auf und stellte die Art als Typpflanze in die neue Gattung.
Synonyme sind Cotyledon coccinea Cav., Echeveria pubescens Schltdl. und Cotyledon pubescens (Schltdl.) Baker.

## Nachweise